# Drew Smyly
Todd Andrew Smyly (Little Rock, 13 giugno 1989) è un giocatore di baseball statunitense, lanciatore per i Chicago Cubs della Major League Baseball (MLB).

## Carriera

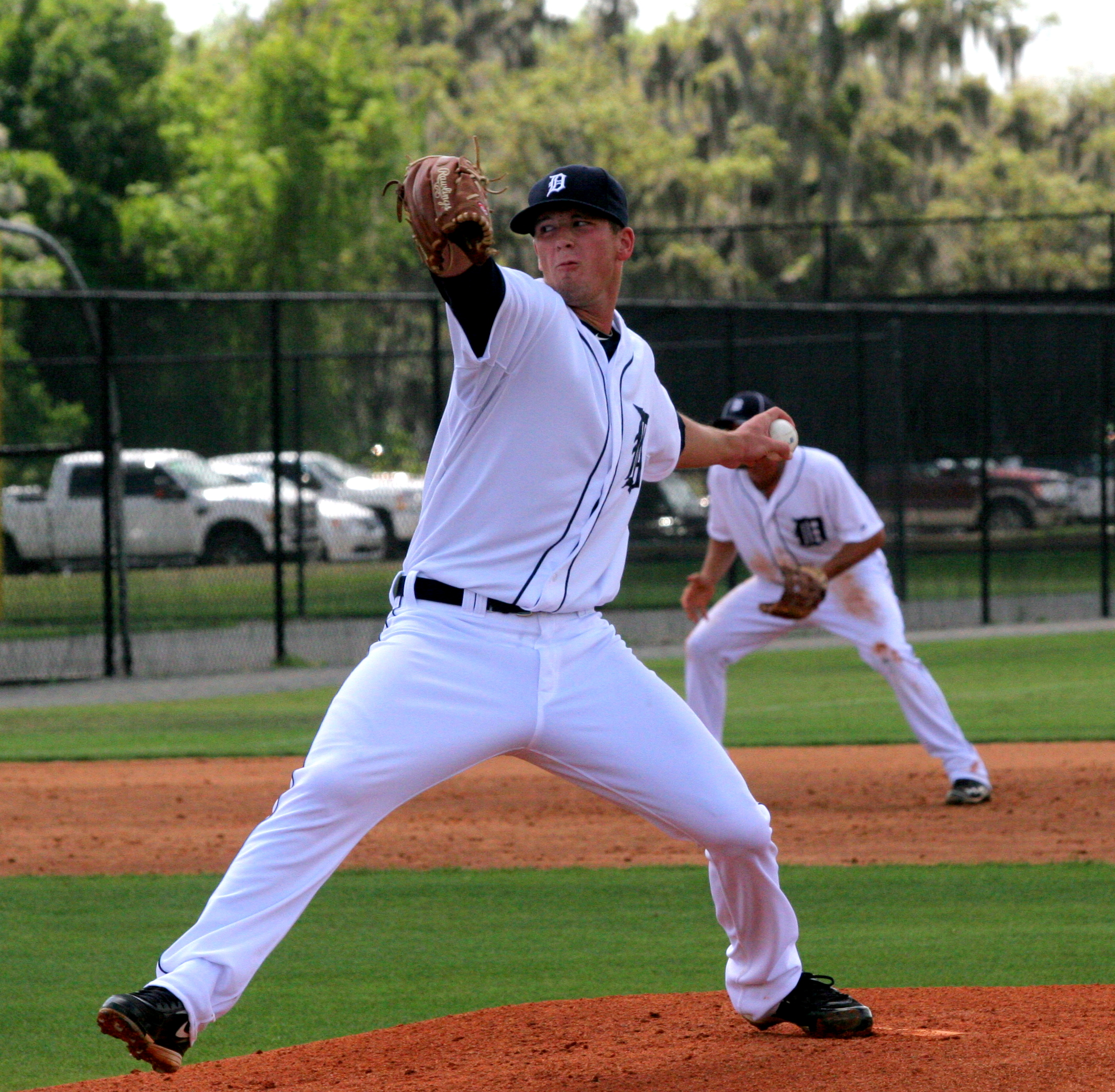
Smyly con gli Tigers nel 2012

### Inizi e Minor League
Smyly è nato a Little Rock, nello stato dell'Arkansas, ma è cresciuto nell'adiacente cittadina di Maumelle. Frequentò la Central High School di Little Rock e dopo aver ottenuto il diploma si iscrisse all'Università dell'Arkansas di Fayetteville. Da lì venne selezionato nel 2º turno, come 68ª scelta assoluta del draft MLB 2010 dai Detroit Tigers, con un bonus alla firma di 1.1 milioni di dollari. Cominciò a giocare nel 2011, principalmente nella classe A-avanzata e nella Doppia-A.

### Major League
Smyly debuttò nella MLB il 12 aprile 2012, al Comerica Park di Detroit contro i Tampa Bay Rays. Concluse la sua prima stagione regolare con 23 partite disputate nella Major League e 7 giocate nella Tripla-A della Minor League Baseball.
Il 31 luglio 2014, Smyly venne scambiato, assieme a Willy Adames, con i Tampa Bay Rays per il lanciatore David Price.
L'11 gennaio 2017, Smyly venne scambiato con i Seattle Mariners per Mallex Smith, Ryan Yarbrough e il giocatore di minor league Carlos Vargas. Nel luglio 2017 si sottopose alla Tommy John surgery chiudendo la stagione in anticipo. Alla fine della stagione divenne free agent.
Il 12 dicembre 2017, firmò un contratto biennale dal valore complessivo di 10 milioni di dollari con i Chicago Cubs. Il rapporto professionale con la squadra terminò al termine della stagione 2018, il 2 novembre, quando i Cubs scambiarono Smyly con i Texas Rangers per un giocatore da nominare in seguito. Il 25 giugno 2019 venne svincolato dalla squadra.
Smyly firmò il 1º luglio 2019 con i Milwaukee Brewers, e venne svincolato dalla squadra il giorno 18 dello stesso mese.
Il 21 luglio 2019, Smyly firmò con i Philadelphia Phillies. Diventò free agent al termine della stagione.
Il 16 gennaio 2020, Smyly firmò un contratto di un anno con i San Francisco Giants e divenne free agent a fine stagione.
Il 16 novembre 2020, Smyly firmò un contratto annuale del valore di 11 milioni di dollari con gli Atlanta Braves. Divenne free agent al termine della stagione 2021, dopo aver ottenuto la sua prima vittoria alle World Series.
Il 19 marzo 2022, Smyly firmò un contratto annuale del valore di 4.25 milioni di dollari con i Chicago Cubs.

## Nazionale
Smyly partecipò con la nazionale USA all'edizione 2011 dei Giochi Panamericani guadagnando la medaglia d'argento, e vinse l'edizione 2017 del World Baseball Classic, ottenendo come i suoi compagni di squadra, la medaglia d'oro.

## Palmarès

### Club
- World Series: 1

Atlanta Braves: 2021

### Nazionale
- World Baseball Classic:  Medaglia d'Oro

Team USA: 2017
- Giochi Panamericani:  Medaglia d'Argento

Team USA: 2011